# Shannonomyia (Shannonomyia) longiradialis
Shannonomyia (Shannonomyia) longiradialis is een tweevleugelige uit de familie steltmuggen (Limoniidae). De soort komt voor in het Neotropisch gebied.